# Sioux Falls
Sioux Falls è una città e il capoluogo della contea di Minnehaha nello Stato del Dakota del Sud, negli Stati Uniti. Una piccola parte a sud della città si estende nella contea di Lincoln, non molto distante dal confine con l'Iowa. Aveva una popolazione di 192 517 abitanti al censimento del 2020, rendendola la città più popolosa dell'intero Stato.

## Geografia fisica
Secondo l'Ufficio del censimento degli Stati Uniti, ha una superficie totale di 73,47 mi² (190,29 km²).

## Storia
I primi abitanti del territorio, attraversato dal fiume Big Sioux, furono popoli di nativi americani, come i Lakota e altri ancora. L'odierna città è stata fondata nel 1856 da due imprese edili, la Dakota Land Company con sede a Saint Paul e la Western Town Company con sede a Dubuque, che acquistarono dei terreni nella zona. La città venne coinvolta nella guerra di Piccolo Corvo del 1862. La costruzione di ferrovie negli anni 1880, contribuirono alla crescita della città e del territorio circostante. Negli anni 1960 vennero costruite anche le autostrade, collegando la città al resto del Paese.

## Società

### Evoluzione demografica
Secondo il censimento del 2020, la popolazione era di 192 517 abitanti.

## Amministrazione

### Gemellaggi
Fonte:
- Newry;
- Potsdam